# Hesperocallis (geslacht)
Hesperocallis is een geslacht uit de aspergefamilie. Het geslacht telt een soort: Hesperocallis undulata. Deze komt voor in noordwestelijk Mexico, Californië en Arizona.